# Липпонен, Яри
Я́ри Ма́тти Ли́ппонен (фин. Jari Matti Lipponen; род. 17 октября 1972, Кеми, Финляндия) — финский стрелок из лука. Участник трёх Олимпийских игр. Серебряный призёр 1992 года в командном первенстве, двукратный вице-чемпион мира.

## Спортивная биография
Первым крупным успехом в карьере Яри Липпонена стала серебряная медаль, завоёванная в составе сборной Финляндии, на чемпионате мира в польском Кракове. В состав команды, помимо Яри входили ещё олимпийский чемпион 1980 года Томи Пойколайнен и Исмо Фальк. Эта медаль позволила финским лучникам отобраться на Олимпийские игры 1992 года в Барселоне.
На Олимпийском турнире сборная Финляндии стартовала не очень успешно. После квалификации спортсмены занимали лишь 5-е место. Однако, на стадии плей-офф финские лучники последовательно выбили из турнира сборные Нидерландов, США и Франции. В финале сборной Финляндии противостояли лучнкики из Испании. В упорной борьбе финские спортсмены потерпела поражение 236—238 и стали серебрянымы призёрами Олимпийских игр. В личном первенстве Яри Липпонен сумел дойти до четвертьфинала, но уступил там французу Себастьену Флюту 103—109.
Летние Олимпийские игры 1996 года в Атланте сложились для Липпонена не столь удачно. В индивидуальных соревнованиях Яри в квалификации занял высокое 5-е место, однако уже во втором раунде плей-офф в перестрелке уступил словенскому лучнику Само Медведу 161—161 (8-9). В командных соревнованиях Липпонен в составе сборной Финляндии дошёл до четвертьфинала, где финские лучники уступили спортсменам Италии 236—252.
Чемпионат мира 1999 года принёс Яри Липпонену серебро в индивидуальном турнире лучников и путёвку на летние Олимпийские игры 2000 года в Сидней. На третьих для себя Олимпийских играх Липпонен выступил неудачно. Заняв в квалификации 36 место, Яри в первом раунде встречался с голландским стрелком Фредом ван Зютфен и уступил ему 155—161.
После окончания игр Яри Липпонен участвовал в различных международных соревнованиях, а в 2002 году завершил свою спортивную карьеру.

## Личная жизнь
Хобби — гольф, стрельба.